# Hans-Walter Eigenbrodt
Hans-Walter Eigenbrodt (1935. augusztus 4. – 1997. március 29.) német labdarúgó, hátvéd.

## Pályafutása
1948-ban kezdte a labdarúgást az Eintracht Frankfurt csapatában, ahol 1955 és 1965 között játszott az első csapatban és sérülés miatt volt kénytelen idő előtt visszavonulni az aktív játéktól. Tagja volt az 1959–60-as idényben BEK-döntős együttesnek.

## Sikerei, díjai
Eintracht Frankfurt
- Nyugatnémet bajnokság
  - bajnok: 1959
- Oberliga Süd
  - bajnok: 1958–59
  - 2. (2): 1960–61, 1961–62
- Nyugatnémet kupa (DFB Pokal)
  - döntős: 1964
- Bajnokcsapatok Európa-kupája (BEK)
  - döntős: 1959–60